# C-lebrity
C-lebrity is de tweede single van het album The Cosmos Rocks van Queen + Paul Rodgers. Het nummer werd voor het eerst ten gehore gebracht tijdens Al Murray's Happy Hour op de Britse tv-zender ITV. De radiopremière was op 4 augustus 2008. De single wordt op 8 september uitgebracht op cd en vinyl en als download. Het bereikt de vijftigste plaats in de Single Top 100.
Het nummer gaat over de obsessie om beroemd te zijn en levert kritiek op de maatschappij waar het belangrijker lijkt vaak op tv te komen dan daadwerkelijk talent te hebben. Het nummer is geschreven door Brian May, Roger Taylor en Paul Rodgers, op idee van Taylor. Foo Fighter Taylor Hawkins zingt mee op de achtergrond.

## Uitgaven en tracks
Cd single
1. C-lebrity
2. C-lebrity (All Murray's Happy Hour Video)
3. C-lebrity (Now Play It Tutorial)

7" vinyl single
1. C-lebrity
2. Fire & Water (Live in Japan)

Download
1. C-lebrity
2. Fire & Water (Live in Japan)

Download bij iTunes
1. C-lebrity
2. Fire & Water (Live in Japan)
3. The Show Must Go On (Live in Japan)